# ناحیه اشلند (شهرستان کاس، ایلینوی)
ناحیه اشلند، شهرستان کاس، ایلینوی (به انگلیسی: Ashland Township) یک منطقهٔ مسکونی در ایالات متحده آمریکا است که در شهرستان کاس، ایلینوی واقع شده‌است. ناحیه اشلند ۱٬۳۹۸ نفر جمعیت دارد و ۱۹۴ متر بالاتر از سطح دریا واقع شده‌است.